# 7차 소닉 스타리그
7차 소닉 스타리그(7th Sonic Starleague)는 소닉TV가 주최한 소닉 스타리그의 7번째 대회이다. 결승전에는 김태형 해설이 해설을 맡았다.

## 리그 개요
- 기간 : 2012년 9월 16일 ~ 2012년 12월 1일
- 중계 : 아프리카TV
- 방식 : 32강, 16강 조별 리그, 8강 토너먼트, 3-4위전
- 사용된 맵 : 네오 제이드, 네오 일렉트릭 서킷, 투혼, 신 저격능선, 바람과 구름
- 상금 규모 : 총 700만원
  - 1위 : 400만원
  - 2위 : 200만원
  - 3위 : 100만원